# Darien, Wisconsin
Darien là một làng thuộc quận Walworth, tiểu bang Wisconsin, Hoa Kỳ. Năm 2006, dân số của làng này là 1572 người.